# تای‌زو
امپراتور تای‌زو (به چینی:遼太祖) نخستین امپراتور دودمان لیائو از ۹۰۷ تا ۹۲۶ میلادی بود. نام اصلی او آبائوجی بود.
او در سال ۸۷۲ میلادی در جنوب مغولستان بدنیا آمد. وی کودکی آشوب‌زده و ناآرامی را سپری کرد. پدربزرگش در جنگهای طایفه‌ای کشته شد و پدر و عمویش نیز ناپدید شدند. آبائوجی توسط مادربزرگش از دشمنان نجات یافت و پنهان گردید. آبائوجی بعدها توانست بر قبایل دیگر چیره شده و در ۲۹ فوریه ۹۰۷ میلادی به عنوان امپراتور تاجگذاری کرد. او در ۶ سپتامبر ۹۲۶ درگذشت.